# 雷抒雁
雷抒雁（1942年8月18日—2013年2月14日），原名雷书彦，男，陕西商县人，中国诗人、作家。毕业于西北大学中文系，1979年以为文革中惨死的烈士张志新而写的长诗《小草在歌唱》成名，曾任中国作家协会第五、六、七届全委会委员，鲁迅文学院常务副院长，中国诗歌学会会长，享受国务院特殊津贴。

## 生平
1942年8月18日，出生于陕西省商县，2岁到泾阳县，（今商洛市商州区，另一说生于陕西泾阳泾干镇何什村）。从小受八百里秦川上流传的歌谣和秦腔熏陶，初中时开始尝试创作。16岁在省团委《红色少年报》上发表第一篇作品《小羊倌》。
1962年，进入西北大学中文系学习，1967年大学毕业。
1968年，因文革延期离校，在宁夏青铜峡附近中国人民解放军陆军21军62师部队农场“接受再教育”。1970年5月，加入中国人民解放军，任62师政治部宣传干事。1971年，加入中国共产党。1972年，进入解放军文艺出版社任编辑。
1979年，发表著名诗作《小草在歌唱》，一作成名，并籍此奠定在诗坛的地位，加入中国作家协会。
1981年，转业至中国工人出版社，历任编辑、工人日报社文艺部副主任，主任、办公室主任等职。
1993年，进入《诗刊》社任副主编。
1995年，任鲁迅文学院任常务副院长，至2004年退休。
1997年，享受国务院特殊津贴。
2003年，罹患直肠癌并手术。
2012年4月25日，当选为中国诗歌学会会长，并担任中国作家协会诗歌专业委员会主任。
历任中国作家协会第五、六、七届全委会委员。

## 文学创作
雷抒雁的主要文学创作始于20世纪70年代早期以军旅题材为背景的诗歌作品，但未取得知名成绩。至1979年长诗《小草在歌唱》发表曾轰动一时，由于其时正处于文革结束后社会迷茫与混沌时期，《小草在歌唱》以悼念文革中惨死的女共产党员张志新烈士为主题，通过对十年动乱的反思和忏悔，激发人民在现实中觉醒，被称为新时期诗歌的开山之作，新现实主义的开篇之作，成为当时文坛的典型代表作品，与巴金的《随想录》齐名。《小草在歌唱》也成为雷抒雁创作生涯最重要的成名作品与代表作品。
《小草在歌唱》的知名诗句：
我敢说：如果正义得不到伸张，红日，就不会再升起在东方！我敢说，如果罪行得不到清算，地球，也会失去分量！
20世纪80年代至90年代中期，雷抒雁又有大量诗歌作品问世，1984年的诗集《父母之河》为其间的代表作品。
20世纪90年代末期至21世纪以后，雷抒雁的作品多以散文随笔为主，尤其在2003年罹患直肠癌之后，雷抒雁的创作又迎来了一个高峰，有多部散文集和诗作发表。雷抒雁的也注重青少年作品的创作，1998年的青少年诗歌集《青春的声音》，2009年的散文集《与风擦肩而过》都是针对青少年读者群体的，雷抒雁的多篇诗作和散文也曾被中小学教材或高考试卷所引用。

## 主要作品
雷抒雁一生共出版过诗集和散文随笔集各30余部。
诗集作品主要有：《沙海军歌》（1975年6月，北京人民出版社）、《漫长的边境线》（1978年8月，百花文艺出版社）、《小草在歌唱》（1980年11月，江苏人民出版社）、《云雀》（1982年3月，上海文艺出版社）、《春神》（1982年6月，宁夏人民出版社）、《绿色的交响乐》（1983年12月，春风文艺出版社）、《父母之河》（1984年3月，人民文学出版社）、《跨世纪的桥》（1985年12月，青海人民出版社）、《掌上的心》（1990年6月，西北大学出版社）、《踏尘而过》（1996年11月，解放军出版社）、《时间在惊醒》（1993年4月，陕西人民教育出版社）、《雷抒雁抒情诗百首》（1992年7月，作家出版社）、《会说话的草》（1997年6月，安徽文艺出版社）、《花雨——唱给共和国的抒情诗》（2009年9月，宁夏人民出版社），另有一部青少年诗歌集《青春的声音》（1998年9月出版），两部主要诗作收录作品集《激情编年（1979-1999）》（2000年10月，中国人民解放军出版社）和《激情编年（1979-2008）》（2008年9月，作家出版社）。
散文随笔集主要有：《悬肠草》（1991年4月，解放军文艺出版社）、《秋魂》（1999年1月，华文出版社）、《丝织的灵魂》（1998年4月，作家出版社）、《雷抒雁散文随笔》（2002年3月，作家出版社）、《翻飞蝴蝶乱纷纷》（2004年1月，百花文艺出版社）、《分香散玉》（2004年9月，解放军文艺出版社）、《雁过留声》（2005年6月，长江文艺出版）、《答问》（2006年6月，中国工人出版社）、《智者的忧思》（2007年8月，安徽文艺）、《短书》（2009年5月，安徽文艺出版社）、《与风擦肩而过》（2009年7月，浙江少年儿童出版社）、《舌苔上的记忆》（2010年1月，求真出版社）、《扫云》（2010年8月，中国出版集团，东方出版中心）等。
另有诗论集《写意人生》（2001年1月，华文出版社），主编出版的诗集《祖国，为你而歌》（2009年5月，安徽文艺出版社），《诗经》研究翻译集《还原诗经》（2008年1月，昆仑出版社）等作品。
此外，雷抒雁也在报纸刊物发表过大量散文、杂文、评论等各类文章。

## 荣誉
- 1979年《诗刊》8月刊，发表长诗《小草在歌唱——悼女共产党员张志新烈士》，为其成名作与代表作[7]；
- 1984年3月，出版诗集《父母之河》，获中国作家协会第二届（1983一1984）优秀新诗（诗集）奖；
- 2003年获《诗刊》社年度奖；
- 2004年《人民文学》第11期，发表组诗《明明灭灭的灯》，获2004年度人民文学奖[8]；
- 2006年《人民日报》4月8日版，发表散文《彩色的荒漠》[9]，被引用于2009年全国高考语文的散文阅读[10]；
- 2006年上海《文汇报》7月10日版，发表散文《麦天》，被引用于2007年江苏高考语文的散文阅读[11]；
- 2009年，获首届郭沫若散文诗歌奖；
- 2010年5月29日，获国际诗人笔会颁发“中国当代诗魂金奖”[12]。